# تپه (نمین)
تپه روستایی در دهستان دولت‌آباد بخش مرکزی شهرستان نمین استان اردبیل ایران است.

## جمعیت
بر پایه سرشماری عمومی نفوس و مسکن در سال ۱۳۹۵ جمعیت این روستا ۱۵ نفر (۴خانوار) بوده‌است.